# Tiro nos Jogos Olímpicos de Verão de 1960
O tiro nos Jogos Olímpicos de Verão de 1960 foi realizado em Roma, na Itália, com seis eventos disputados. Todas as provas eram abertas para homens e mulheres.

## Tiro rápido 25 m
| Pos. | País                  | Atletas           | Pontos |
| ---- | --------------------- | ----------------- | ------ |
|      | Estados Unidos (USA)  | William McMillan  | 587    |
|      | Finlândia (FIN)       | Pentti Linnosvuo  | 587    |
|      | União Soviética (URS) | Alexander Zabelin | 587    |

## Carabina deitado 50 m
| Pos. | País                     | Atletas                     | Pontos |
| ---- | ------------------------ | --------------------------- | ------ |
|      | Equipe Alemã Unida (EUA) | Peter Kohnke                | 590    |
|      | Estados Unidos (USA)     | James Enoch Hill            | 589    |
|      | Venezuela (VEN)          | Enrico Forcella Pelliccioni | 587    |

## Carabina três posições 50 m
| Pos. | País                     | Atletas           | Pontos |
| ---- | ------------------------ | ----------------- | ------ |
|      | União Soviética (URS)    | Viktor Shamburkin | 1149   |
|      | União Soviética (URS)    | Marat Nijasov     | 1145   |
|      | Equipe Alemã Unida (EUA) | Klaus Zähringer   | 1139   |

## Carabina três posições 300 m
| Pos. | País                  | Atletas           | Pontos |
| ---- | --------------------- | ----------------- | ------ |
|      | Áustria (AUT)         | Hubert Hammerer   | 1129   |
|      | Suíça (SUI)           | Hansrüdi Spillman | 1127   |
|      | União Soviética (URS) | Vassily Borisov   | 1127   |

## Pistola livre 50 m
| Pos. | País                  | Atletas             | Pontos |
| ---- | --------------------- | ------------------- | ------ |
|      | União Soviética (URS) | Alexei Gustchin     | 560    |
|      | União Soviética (URS) | Makhmud Umarov      | 552    |
|      | Japão (JPN)           | Yoshihisa Yoshikawa | 551    |

## Fossa olímpica
| Pos. | País                  | Atletas          | Pontos |
| ---- | --------------------- | ---------------- | ------ |
|      | Romênia (ROM)         | Ion Dumitrescu   | 192    |
|      | Itália (ITA)          | Galliano Rossini | 191    |
|      | União Soviética (URS) | Sergei Kalinin   | 190    |

## Quadro de medalhas do tiro
| Ordem | País                   | Medalha de ouro | Medalha de prata | Medalha de bronze | Total |
| ----- | ---------------------- | --------------- | ---------------- | ----------------- | ----- |
| 1     | URS União Soviética    | 2               | 2                | 3                 | 7     |
| 2     | USA Estados Unidos     | 1               | 1                | 0                 | 2     |
| 3     | EUA Equipe Alemã Unida | 1               | 0                | 1                 | 2     |
| 4     | AUT Áustria            | 1               | 0                | 0                 | 1     |
| 4     | ROM Romênia            | 1               | 0                | 0                 | 1     |
| 6     | FIN Finlândia          | 0               | 1                | 0                 | 1     |
| 6     | ITA Itália             | 0               | 1                | 0                 | 1     |
| 6     | SUI Suíça              | 0               | 1                | 0                 | 1     |
| 9     | JPN Japão              | 0               | 0                | 1                 | 1     |
| 9     | VEN Venezuela          | 0               | 0                | 1                 | 1     |